# 吉川経章
吉川 経章（きっかわ つねあきら）は、江戸時代後期の周防国岩国領の第11代領主。

## 生涯
寛政6年（1794年）11月24日、第8代領主・吉川経忠の三男として生まれる。天保7年11月26日（1837年1月2日）に兄で第10代当主の経礼が死去すると、天保8年（1837年）1月19日、その養子として数え43歳で家督を相続した。天保14年（1843年）11月19日に死去する。享年50。家督は天保15年（1844年）1月14日、長男の経幹が継いだ。

## 系譜
- 父：吉川経忠（1766-1803）
- 母：今田氏（?-1827） - 今田純式の娘
- 養父：吉川経礼（1793-1837）
- 正室：梅（?-1867） - 清操院、長井元簡娘
  - 長男：吉川経幹（1829-1867）
- 側室：三浦氏
  - 長女：安子（1823-1825）
- 生母不明
  - 次女：戩子（1827-1857） - 小堀正明室